# Angermünde
Angermünde (phát âm tiếng Đức: [aŋɐˈmʏndə]) là một thị trấn thuộc huyện Uckermark, bang Brandenburg, Đức.
Angermünde có khoảng cách khoảng 43 dặm (69 km) về phía đông bắc Berlin, thủ đô của nước Đức.
Dân số khoảng 10.000 người, nhưng dân số đã nhanh chóng sụt giảm vì cơ sở công nghiệp truyền thống của nó (sản xuất men) đã giảm. Là một trung tâm hành chính của huyện, nó có một số nhà thờ Tin Lành, một nhà thờ Phanxicô cũ, một số trường học cao hơn và một khu chợ lịch sử được tân trang lại gần đây với một tòa thị chính cũ. Nằm trong những khu rừng săn bắn giải trí của Uckermark, với nhiều hồ nước, bây giờ nó phụ thuộc rất nhiều vào du lịch và các nguồn thu nhập liên quan đến nó.

## Hình ảnh

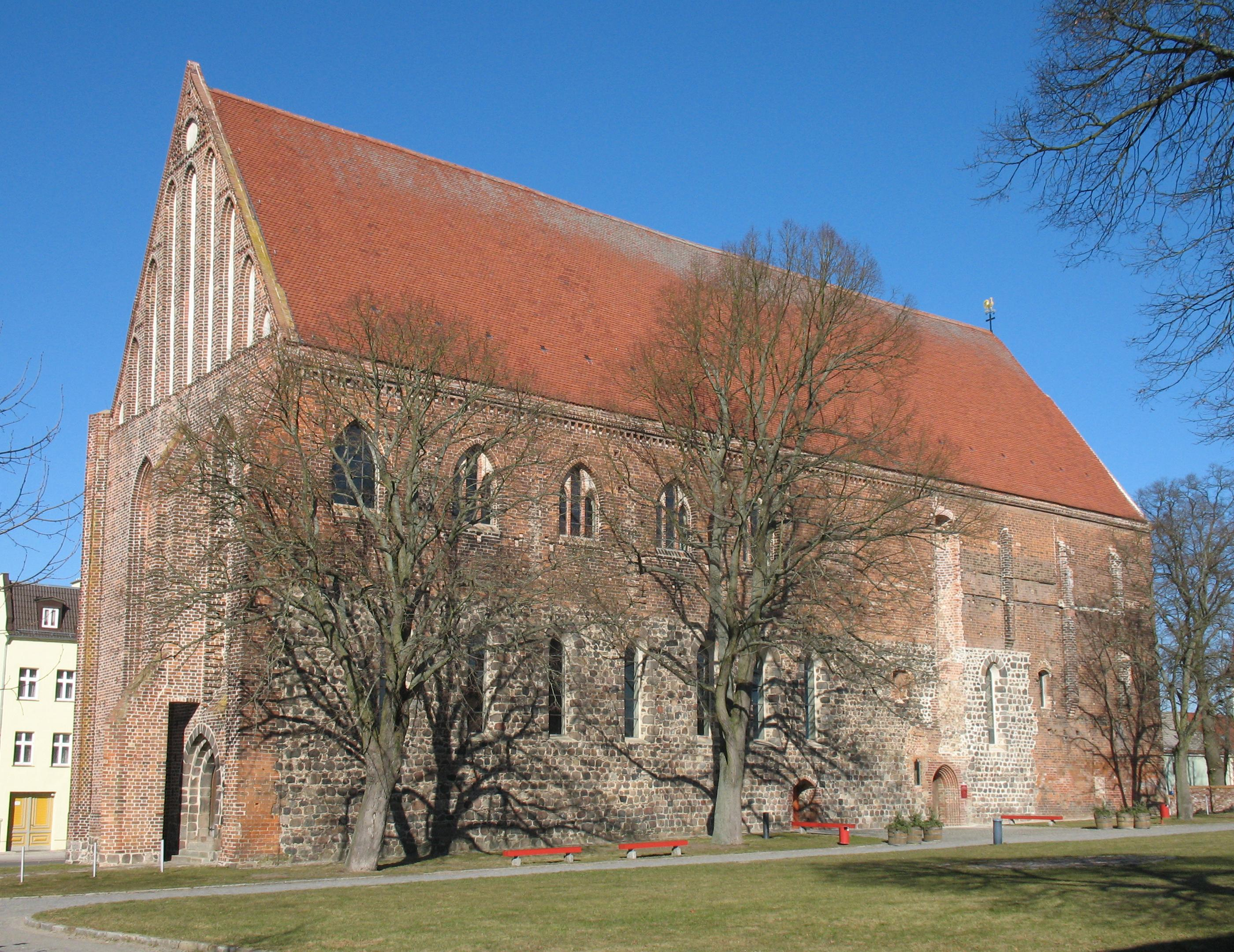
Nhà thờ
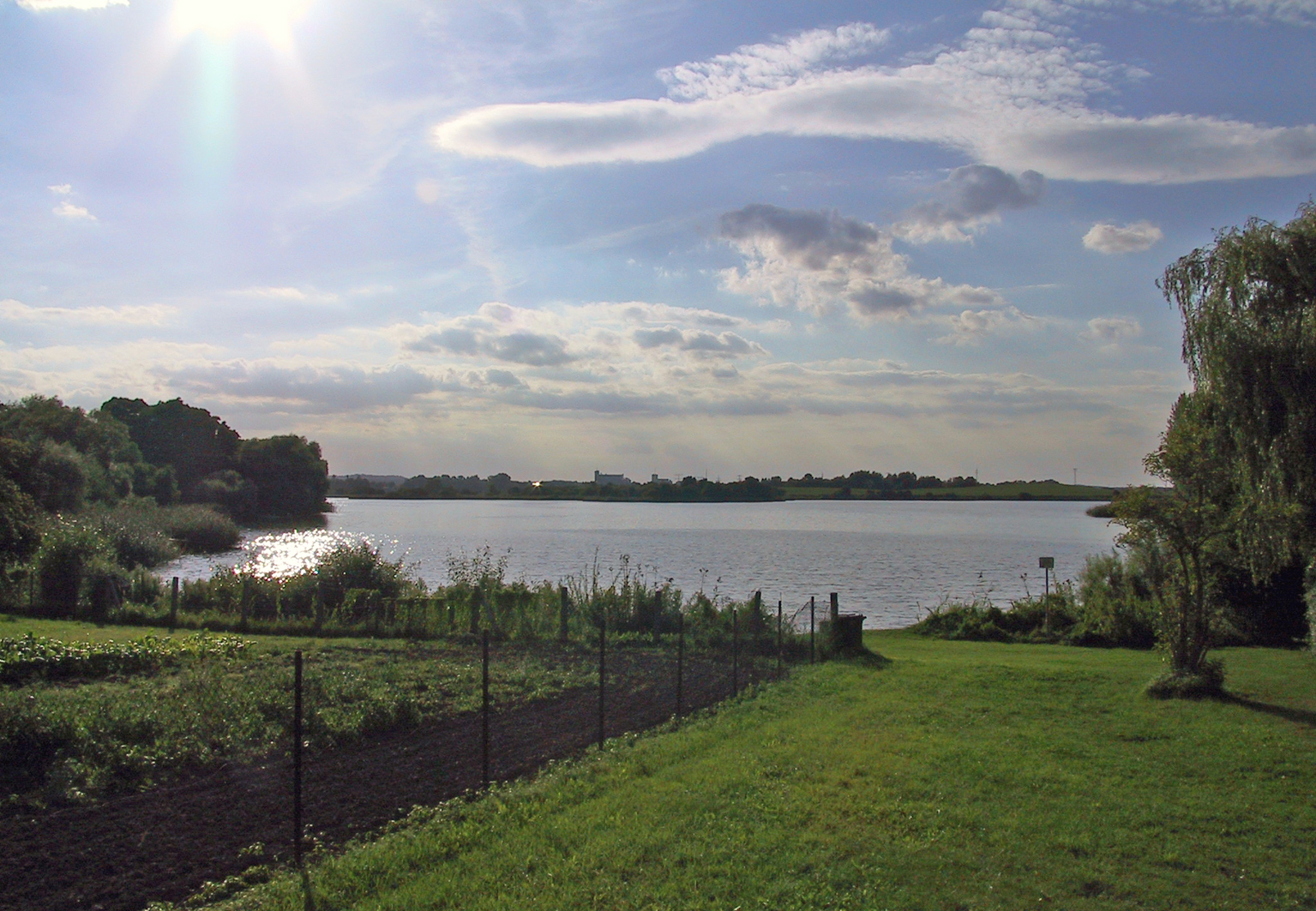
The lake Mündesee in Angermünde.
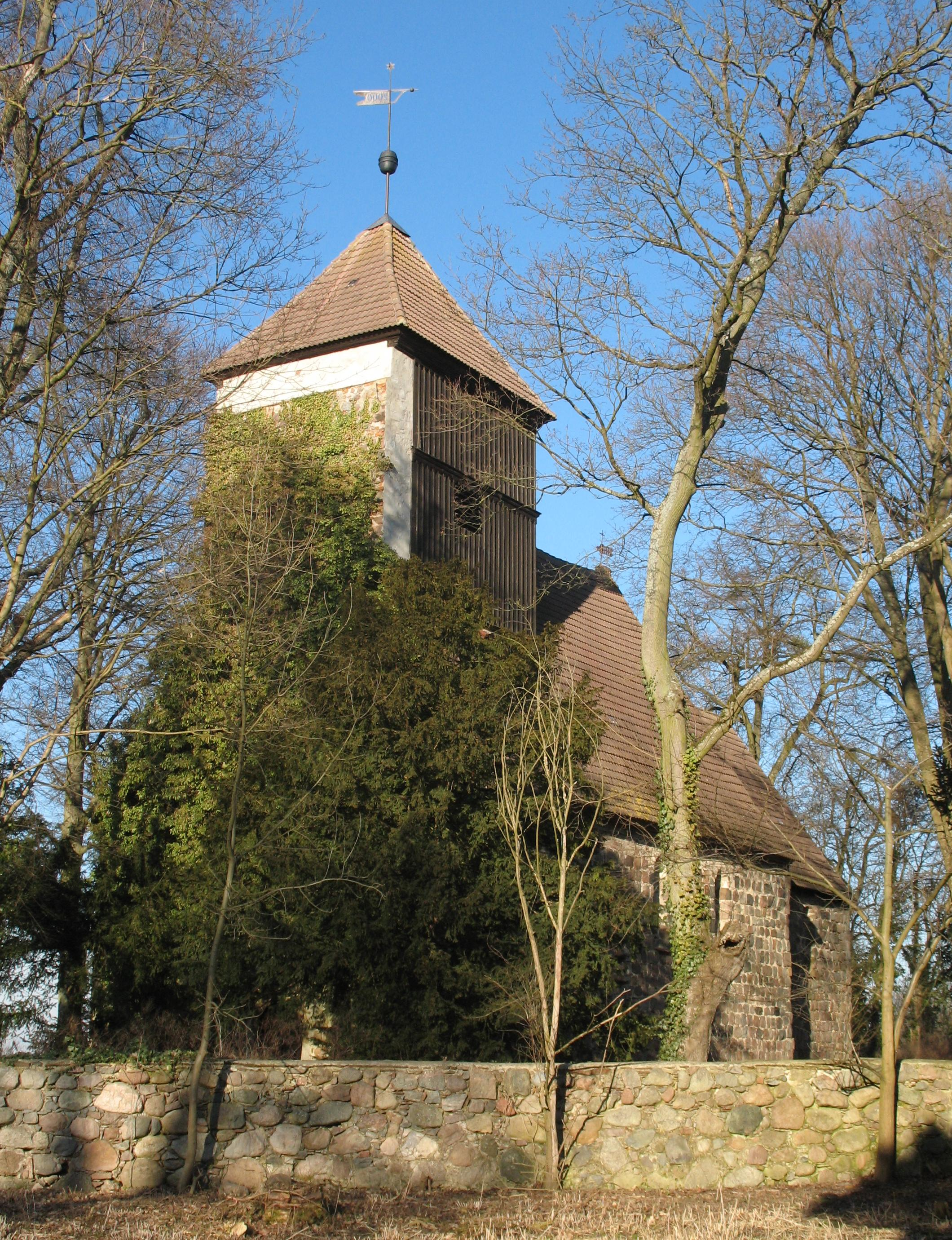
Nhà thờ Schmiedeberg
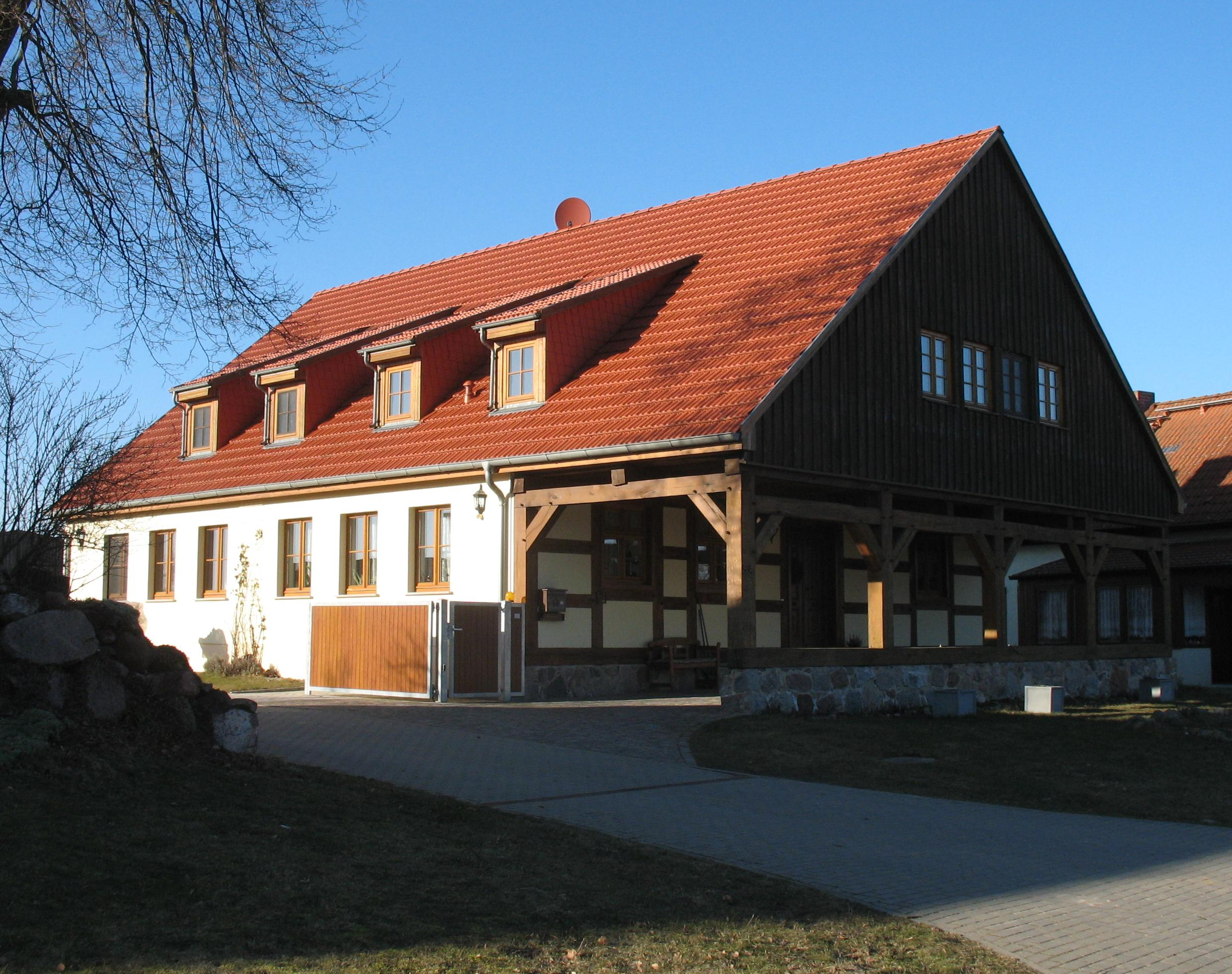
Schmiedeberg
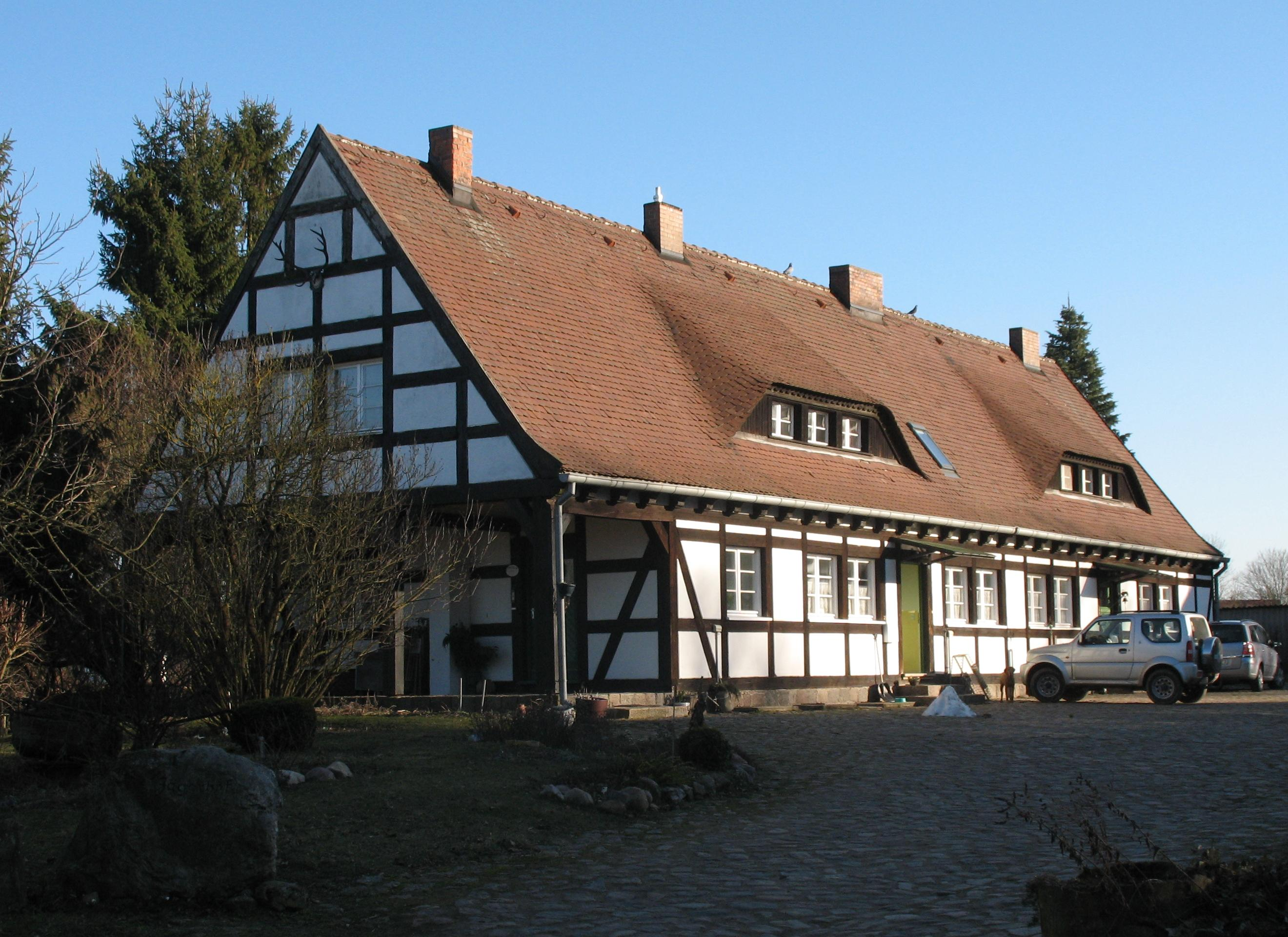
Schmiedeberg